# Motins do Maneta
Os Motins do Maneta foram duas sublevações ocorridas no Brasil Colônia em Salvador contra o monopólio da comercialização do sal e aumento de impostos, ocorridos, respectivamente, em:  
- 19 de outubro de 1711 - primeiro motim;
- 2 de dezembro deste mesmo ano - segundo motim.

## Contexto histórico
O Rei Luís XIV da França, hostilizando a Portugal por suas alianças com a Inglaterra, enviou ao Brasil cinco naus sob o comando de Jean-François Duclerc. Esta frota, que exibia falsamente bandeiras inglesas, costeou o Rio de Janeiro a 16 de agosto de 1710. O então governador do Rio, Francisco de Castro Morais, percebeu o logro e tratou de armar a defesa da cidade. Duclerc aportou enfim na Ilha Grande, partindo dali para o ataque à cidade que resultou em fracasso, com a prisão dos invasores (Duclerc não durou muito: foi assassinado, por motivos nunca apurados, a 18 de março de 1711).
A esta tentativa frustrada seguiu-se outra, maior e mais equipada, pelo almirante René Duguay-Trouin. Ao contrário dos cerca de mil soldados da invasão anterior, este militar treinado trazia um contingente de quatro mil homens, além de mais de 700 canhões, em 17 embarcações. A nova investida teve lugar no começo de setembro de 1711.
Esta invasão logrou grande sucesso: a cidade foi tomada, e por sua restituição exigiu o comandante invasor um resgate, que foi pago pelo governador no montante de 610.000 cruzados em dinheiro, 100 caixas de açúcar e 200 bois.
Este último ataque mostrou a fragilidade defensiva da colônia, que demandava um maior patrulhamento da costa. As despesas para tal empreendimento, entretanto, exigiam da metrópole um investimento que a Coroa não podia, ou não quis, arcar. A solução foi a elevação de taxas cobradas aos colonos.

## Os impostos
Já o preço do sal sofrera aumento em suas taxas, que subira para o montante de 720 Réis, contra os anteriores 480. Este produto era de comércio exclusivo da metrópole, ou seja, sua produção era proibida no Brasil.
Também o imposto devido por cada escravo vindo da África havia sido elevado de 3 para 6 cruzados.
Foi com esse excessivo aumento nas cobranças de impostos que foi decretada uma taxa de dez por cento sobre as mercadorias exportadas pela Colônia, destinadas à proteção costeira.
Estas taxas foram anunciadas em outubro de 1711 pelo novo Governador-geral do Estado do Brasil, Pedro de Vasconcelos de Sousa, que acabava de chegar à capital colonial, Salvador. Estava criado o clima de revolta, que resultou nos motins populares.

## O primeiro motim

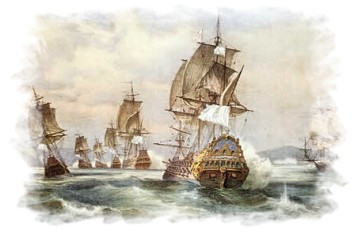

O comerciante João de Figueiredo da Costa, cuja alcunha era "Maneta", junto ao Lourenço de Almada, Juiz do Povo, comandou a sublevação que teve início com a distribuição de cartazes pela cidade. Ajuntando-se, as pessoas invadiram o comércio de Manuel Dias Figueiras que, com seus sócios, detinha o monopólio da venda de sal. Houve saque e depredação, marchando os populares, já com apoio de guarnições militares, rumo ao Palácio do Governador - sendo contidos apenas com a intervenção do arcebispo D. Sebastião Monteiro de Vide.
Sobre o Maneta disse o historiador Roberto Macedo que era "homem resoluto" que "encabeça desatinado movimento popular, mais impulso de irritação coletiva que revolta propriamente dita."
O governador, intimidado com a reação, prontamente desistiu de aplicar as sobretaxas, e os líderes do tumulto não foram punidos.

## Segunda revolta: Motim dos Patriotas
Com a invasão e tomada da cidade do Rio de Janeiro, pelos franceses, o temor invadiu o povo na capital. Providências eram exigidas pela população, mas o governador Vasconcelos alegava que, não tendo recursos, nada poderia fazer.
Tendo à frente Domingos da Costa Guimarães, Domingos Gomes e Luís Chafet, o povo marchou até o governador que, acuado, enviou tropas ao Rio, encontrando a cidade restabelecida com o pagamento de resgate a René Duguay-Trouin.
O almirante francês já havia partido e, apesar de tencionar realmente o ataque à Capital, o mau tempo e naufrágio de duas das embarcações nos Açores demoveram-no de tal empresa, seguindo então para Caiena
O desvio dos franceses fez apaziguarem os ânimos da população e o governador, que enfrentara duas revoltas mal tendo assumido suas funções, procedeu ao castigo dos cabeças dessa última insurreição: foram açoitados em praça pública, e ainda pagaram multas e sofreram o degredo africano...
Contudo, o parecer do Conselho Ultramarino condenava a conduta do governador, recomendava sua substituição e reiterava ser necessária a cobrança dos impostos. Assim, seguindo tais recomendações, Carta Régia de 31 de março de 1713 concedia o perdão régio ao segundo motim, condicionado à aceitação dos novos tributos, adiados até 1717.